# 美国联邦上诉法院
美国联邦上诉法院（英語：United States courts of appeals）是美国联邦司法系统的上诉法院。联邦上诉法院主要裁定来自于其联邦司法管辖区对于地方法院判决的上诉。
美国联邦上诉法院经常被看作为美国司法系统中最具有影响力的法院之一。因其具有创建判例及听取地区法院上诉的权责，所以上诉法院对于美国司法有着极大的影响。由于美国最高法院每年仅接受少于100个司法案件的上诉，因此大多数案件的终审判决均来自于美国上诉法院。
美国联邦上诉法院常被称作为巡回法院（circuit courts），功能类似即曾经存在于1789-1911年的美国巡回法院。

## 法院结构

美国联邦上诉法院的司法管轄區劃。DC為哥伦比亚特区巡回上诉法院，FED為联邦巡回上诉法院

美国的50个州、首都华盛顿特区同其境外领土被划分为13个审判区域，设有13个巡回上诉法院。其中11个巡回法院由数字命名，其余两个法院分别是哥伦比亚特区巡回上诉法院和美国联邦巡回区上诉法院。
在13个巡回法院中，第一巡回上诉法院拥有最少的法官，而总部设在旧金山市的第九巡回上诉法院则拥有最多的法官。每个巡回法院的法官人数由美国国会28 U.S.C. § 44.法案所规范。

| 联邦巡回上诉法院 （华盛顿） 哥伦比亚特区巡回上诉法院 （华盛顿） - 华盛顿哥伦比亚特区 第一巡回上诉法院 (波士顿) - 缅因州 - 马萨诸塞州 - 新罕布什尔州 - 波多黎各 - 罗得岛州 第二巡回上诉法院 (纽约) - 康涅狄格州 - 纽约州 - 佛蒙特州 第三巡回上诉法院 (费城) - 特拉华州 - 新泽西州 - 宾夕法尼亚州 - 维尔京群岛 第四巡回上诉法院 (里士满) - 马里兰州 - 北卡罗来纳州 - 南卡罗来纳州 - 弗吉尼亚州 - 西弗吉尼亚州 第五巡回上诉法院 (新奥尔良) - 路易斯安那州 - 密西西比州 - 德克萨斯州 第六巡回上诉法院 (辛辛那提) - 肯塔基州 - 密歇根州 - 俄亥俄州 - 田纳西州 | 第七巡回上诉法院 (芝加哥) - 伊利诺伊州 - 印第安纳州 - 威斯康星州 第八巡回上诉法院 (圣路易斯) - 阿肯色州 - 艾奥瓦州 - 明尼苏达州 - 密苏里州 - 内布拉斯加州 - 北达科他州 - 南达科他州 第九巡回上诉法院 (旧金山) - 阿拉斯加州 - 亚利桑那州 - 加利福尼亚州 - 关岛 - 夏威夷州 - 爱达荷州 - 蒙大拿州 - 内华达州 - 北马里亚纳群岛 - 俄勒冈州 - 华盛顿州 第十巡回上诉法院 (丹佛) - 科罗拉多州 - 堪萨斯州 - 新墨西哥州 - 俄克拉荷马州 - 犹他州 - 怀俄明州 第十一巡回上诉法院 (亚特兰大) - 亚拉巴马州 - 佛罗里达州 - 乔治亚州 |

## 法院法官
美国所有联邦级别法院法官的任命均需要美国总统的提名和美国国会的批准。联邦法官的产生过程由美国宪法第三条所规范。美国联邦法官的职务为终身制，因此国会弹劾是强制解除联邦法官职位的唯一方法。
虽然美国宪法并没有明确规定法官所需要的资格，但一般被提名者都有着杰出的成就，包括私人或政府律师、州级法院的法官或者法学院教授。为了秉持美国政府三权分立的原则，司法部门不会参与到提名过程之中。
美国每一级别的联邦法院都设有首席法官一职。首席法官除了要行使法官职责，还需处理法院日常的行政事务。美国联邦地方法院和美国联邦上诉法院的首席法官在提名时必须为65岁以下，并不可担任此职位多于7年。
到目前为止，美国联邦上诉法院中共有179位由美国总统提名并且成功获得国会批准的法官。这些法官的年薪为184500美元。

## 管辖人口
根據2020年美國人口普查資料，計算各巡迴上訴法院之數據。
| 巡迴上訴法院         | 首席法官             | 法官數 | 人口        | 佔美國總人口比例 | 單一法官對應人口 |
| -------------------- | -------------------- | ------ | ----------- | ---------------- | ---------------- |
| 哥倫比亞特區巡迴法院 | 斯里·斯裏尼瓦桑      | 11     | 689,545     | 0.21%            | 62,685           |
| 第一巡迴法院         | 戴维·J·巴伦          | 6      | 14,153,058  | 4.23%            | 2,358,843        |
| 第二巡迴法院         | 黛布拉·安·利文斯顿   | 13     | 24,450,270  | 7.30%            | 1,880,790        |
| 第三巡迴法院         | 迈克尔·查加雷斯      | 14     | 23,368,788  | 6.98%            | 1,669,199        |
| 第四巡迴法院         | 阿尔伯特·迪亚兹      | 15     | 32,160,146  | 9.61%            | 2,144,010        |
| 第五巡迴法院         | 珍妮弗·沃克·埃尔罗德 | 17     | 36,764,541  | 10.97%           | 2,162,620        |
| 第六巡迴法院         | 杰弗里·萨顿          | 16     | 33,293,455  | 9.94%            | 2,080,841        |
| 第七巡迴法院         | 黛安·S·赛克斯        | 11     | 25,491,754  | 7.60%            | 2,317,432        |
| 第八巡迴法院         | 史蒂文·M·科洛顿      | 11     | 21,690,565  | 6.47%            | 1,971,870        |
| 第九巡迴法院         | 玛丽·H·慕奎阿        | 29     | 67,050,034  | 20.01%           | 2,312,070        |
| 第十巡迴法院         | 杰罗姆·A·霍姆斯      | 12     | 18,636,936  | 5.56%            | 1,553,078        |
| 第十一巡迴法院       | 小威廉·H·普赖尔      | 12     | 37,274,374  | 11.13%           | 3,106,198        |
| 聯邦巡迴法院         | 金伯利·A·穆尔        | 12     | N/A         | N/A              | N/A              |
| 總計                 | 9                    | 179    | 335,023,466 | 100%             | ~1,871,639       |

1. ↑  Per 美國法典第28编 § 第1295節 - 聯邦巡迴區上訴法院管轄權並非根據地理分區，而是管轄全國領域的特定類型案件。
2. ↑  Per 美國法典第28编 § 第42節 - 一名法官可以配置於1個以上的巡迴法院，2名或更多的法官也可以配置於同一巡迴法院。
3. ↑  This figure includes the 50 states, D.C., Puerto Rico, Guam, and the Northern Mariana Islands, even though the latter two's district courts are not federal courts per se as noted above. The Federal appeals process has never been codified in American Samoa, and matters of federal law arising in American Samoa have generally been adjudicated in U.S. district courts in Hawaii or the District of Columbia. see also : GAO-08-1124T

## 外部連接
- Info about U.S. courts （页面存档备份，存于）
- History of the Federal Judiciary （页面存档备份，存于） (聯邦司法中心（英语：Federal Judicial Center）)
- Official site of the United States Courts （页面存档备份，存于）
- United States Appeals Courts @ OpenJurist （页面存档备份，存于）
- Federal Court Concepts, Georgia Tech （页面存档备份，存于）

template:United States courts of appeals judges
template:United States courts of appeals senior judges